# Кулажинцы (Полтавская область)
Кулажинцы (укр. Кулажинці) — село,
Кулажинский сельский совет,
Гребёнковский район,
Полтавская область,
Украина.
Код КОАТУУ — 5320882101. Население по переписи 2001 года составляло 554 человека.
Село указано на карте частей Киевского, Черниговского и других наместничеств 1787 года как Калужинцы.
В Полтавском Государственном  Архиве есть документы православной церкви за 1758-1914 год.
Является административным центром Кулажинского сельского совета, в который не входят другие населённые пункты.

## Географическое положение
Село Кулажинцы находится на левом берегу реки Гнилая Оржица,
выше по течению на расстоянии в 1,5 км расположено село Архемовка,
ниже по течению на расстоянии в 4,5 км расположено село Караваи,
на противоположном берегу — сёла Наталовка и Новодар.
По селу протекает пересыхающий ручей с запрудой.

## Экономика
- Птице-товарная и свино-товарная фермы.

## Объекты социальной сферы
- Школа І—ІІІ ст.

## Известные люди
- Маркович Афанасий Васильевич (1822—1867) — украинский фольклорист, этнограф, композитор, первый муж писательницы Марко Вовчок, родился в селе Кулажинцы.